# Цариградска Библия
Цариградската Библия, известна още като Славейковата Библия (пълно оригинално название Библія сирѣчъ Священно-то писаніе на Ветхый и Новый Завѣтъ), е първият цялостен превод на Библията – новия и стария завет, на български език. Отпечатана е в Цариград през 1871 г.

## История

### Религиозна борба
Жаждата за духовно просвещение сред българите е водеща сила на движението за самостоятелна българска църква в средата на XIX век. Но говоримият език е отишъл много далеч от църковнославянския, а гръцкият е масово неразбираем за българите.
В основата на Цариградската Библия стои българският поет Петко Славейков. Цариграският му период започва през 1864 г. със задачата да преведе и редактира Библията на народния си език – дело, изключително важно и отговорно, както от религиозна, така и от езикова гледна точка. Този акт, като средство за самоопределяне на българския народ, намиращ се все още под османско владичество, е заявка и за църковна и политическа независимост. В столицата на Османската империя Петко Славейков развива журналистическа и издателска дейност, целяща надигането на свободолюбивия български дух. Неговите вестници и списания са най-популярната и престижна трибуна сред българите. Това дава основание тъкмо на него да бъде дадена значима роля в първия български превод на Библията.

### Инициатива за превода
Инициативата идва от Британското и чуждестранно библейско дружество, основано през 1804 г. в Лондон. Поставената цел е да се преведе Библията за християнските народи, включително и в Османската империя. Само 9 години по-късно с височайшето покровителство на император Александър I се основава „Руското библейско общество“, председателствано от княз Голицин – най-влиятелната личност в императорския двор.
Нелека е задачата на Британското и чуждестранно библейско дружество в лицето на мисионера Пинкертон още от 1815 г. да открие сътрудници в България. Причината е нежеланието на елинизираната Православна църква Библията да се превежда на български език. Православната църква е пряко подчинена на гръцката Патриаршия, а митрополитите са преобладаващо гърци, които не са заинтересовани от превода на Библията на говоримия език. Затова тази мисия се приема от евангелски мисионери, които работят в Цариград, и с прякото участие на първите мисионери в България след 1857 г.
През 1864 г. Петко Славейков е поканен от Българското библейско дружество да редактира българския превод на Библията на източнобългарско наречие. Преводът е на разбираем език, откъснат от църковнославянския.

### Колектив
Ръководители на превода са Петко Рачов Славейков и Албърт Лонг, в сътрудничество с Елиас Ригс и Христодул Сичан-Николов. Пълният превод е отпечатан в Цариград през 1871 г.
Д-р Ригс е лингвист, който има богат опит в превода на Новия завет и Библията (вкл. на арменски и турски език). Българският превод на Библията започва през 1858 г. с Константин Фотинов (който внезапно почива същата година) и по-късно с д-р Лонг и продължава 12 години.
През 1857 г. в Шумен пристигат американски мисионери на Евангелската методистка епископална църква – д-р Алберт Лонг и д-р Уесли Притимън. През 1859 г. д-р Лонг е поканен от представители на Търновските занаятчии и търговци да разяснява Библията на разбираем български език. Установява се в Търново, където провежда редовни богослужения. Тук започва приятелството му с Петко Славейков от Трявна.
От 1863 г. д-р Лонг се премества в Цариград и започва съвместна работа с преводачите.

### Нов завет
Текстът на Новия завет е готов през 1865 г. През 1867 г. д-р Лонг отпечатва негово пробно издание в Ню Йорк. От лявата страна е църковнославянският текст, от дясната страна – на български език. Отделно се издава само българският текст. И двете издания са посрещнати много добре, което окуражава преводачите да продължат работата си.

### Стар завет
Върху превода на Стария завет работи Константин Фотинов от 1852 г. (който умира от туберкулоза в Цариград през 1857 г.), а по-късно се включва и д-р Илаяс Ригс. Старозаветните книги пробно се издават в 3 тома: първият – 1860 г., с Петокнижието, вторият том – 1862 г., третият том – 1864 г. Текстовете на двата завета постоянно се преработват, особено в езиково отношение. По покана на д-р Лонг Петко Славейков се премества в Цариград през 1864 г. и започва да преработва превода на Константин Фотинов, на източното наречие. Неофит Рилски е родом от Банско, а Константин Фотинов от Самоков, които са западно от ятовата граница.

### Издания
През м. юни 1871 г. в Цариград, от печатницата на Бояджиян, излиза Българската библия, позната днес като „Протестантска“, или „Славейкова“ Библия. Следват нови издания в Цариград – през 1871 г., 1874 г., 1889 г., 1891 г., 1908 г., 1912 г. и 1914 г., във Виена – 1885 г. и 1891 г. Първото ревизирано издание се отпечатва в Придворната печатница в София през 1923 г., и преиздавано през 1924 г. и 1940 г.

### Значение
Тази значима книжовна творба на Възраждането слага край на езиковите безредици и определя развитието на книжовния български език. Стоян Михайловски я нарича „единствената грамотна книга на български език“.
За значението на тяхното дело пише синът на Петко Славейков Пенчо Славейков:
| „ | Преводът на Библията тури край на езиковата безредица, на боричкането на разните наречия за първенство и се установи литературният език. След появяването на Библията на бял свят заглъхват разприте между разните български говори и източнобългарският говор става общ език за всички ратници на мисълта и националното съзнание. | “ |

Иван Вазов казва: „Цариградската Библия реши езиковия спор в България и утвърди българския книжовен език“. Неслучайно един от първите актове на първото велико народно събрание в Търново е поздравителният адрес на д-р Алберт Лонг за изключителните му заслуги към българския народ.